# Christoph Adolph Crasemann
Christoph Adolph Crasemann (* 30. Mai 1797 in Hamburg; † 8. Mai 1876 ebenda) war ein deutscher Kaufmann.

## Leben
Christoph Adolph Crasemann war der älteste Sohn des Hamburger Assecuradeurs Claus Adolf Beatus Crasemann (1762–1829) und dessen Ehefrau Catharina Rebecca Ernestine Laué (1773–1853). Gemeinsam mit seinem Bruder Claes Christian Crasemann war er in Firma C. A. Crasemann & Co. in Hamburg tätig.
Er gehörte 1840 dem Komitee an, das sich für die Erstellung einer Eisenbahnverbindung zwischen Hamburg und Berlin einsetzte. Ehrenamtlich engagierte sich Crasemann in der Hamburger St. Nikolaikirche. Dort war er von 1845 bis 1847 Adjunkt, 1848 bis 1863 Hundertachtziger (1860 und 1861 verwaltender Vorsitzender) und 1864 bis 1869 Sechziger. Zudem war Crasemann von 1849 bis 1855 Baubürger, 1853 bis 1856 Steuerbürger, 1859 und 1860 Feuerkassenbürger und in dieser Eigenschaft Mitglied der Stadtwasserkunstdeputation.
Crasemann war von 1841 bis 1853 in der Verwaltung der Hamburger Sparcasse von 1827 tätig und fungierte von 1850 bis 1853 als deren Präses.
Er gehörte 1859 und 1860 der Hamburgischen Bürgerschaft als Abgeordneter an.
Christoph Adolph Crasemann heiratete am 24. März 1827 in Hamburg Henriette Elisabeth Luft (1805–1881), sie hatten dreizehn Kinder.